# Teepuppe

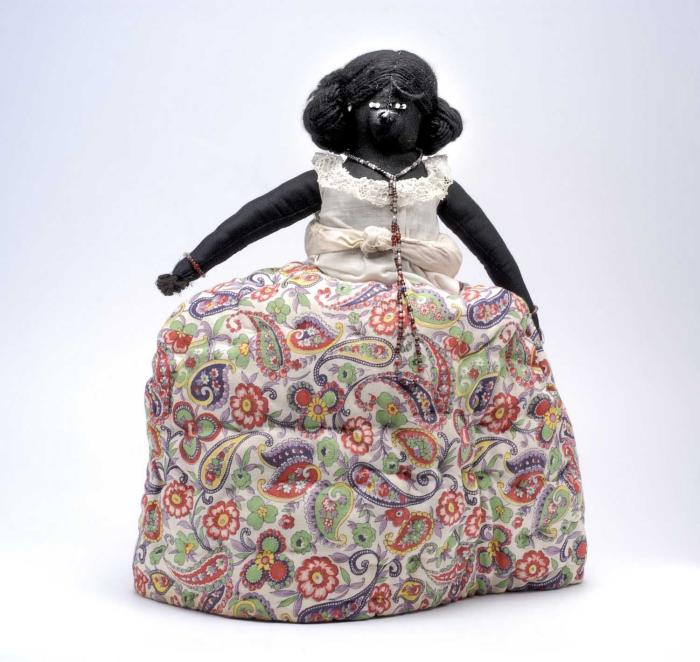
Teepuppe im Tropenmuseum Royal Tropical Institute

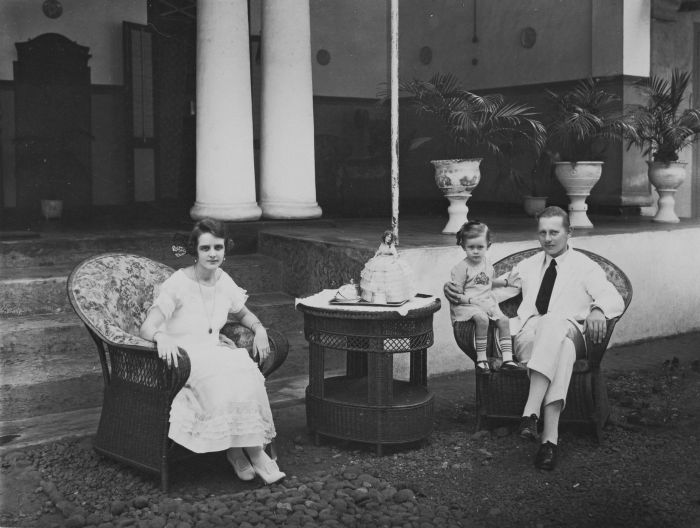
Familie an einem Teetisch mit Teepuppe

Eine Teepuppe ist ein Teewärmer, eine Vorrichtung zum Warmhalten der Teekanne, und zugleich ein Ziergegenstand, der einer Puppe äußerlich ähnelt.
Der Oberkörper der Teepuppen bestand meist aus Porzellan, aber auch aus Wachs, Pappmaché oder Holz. Die gestrickten oder genähten weiten Röcke der Puppen wurden über Teekannen gestülpt und hielten diese warm. Die Köpfe der Teepuppen waren mitunter Porträts und trugen z. B. die Züge beliebter Schauspielerinnen.
Teepuppen waren um die Jahrhundertwende und im frühen zwanzigsten Jahrhundert häufig in Gebrauch. Etwa ab 1920 wurde zwischen Kaffeewärmern und Teepuppen unterschieden. Das Puppenmuseum Coburg hat nach eigenen Angaben mit 350 Exemplaren die größte Sammlung Europas, die ständig gezeigt wird.
1920 wurde ein Film mit dem Titel Die Teepuppe unter der Regie von Oskar Schubert-Stevens gedreht. 1964 hatte das gleichnamige Theaterstück von Alfred Shaughnessy in Wien Premiere. Regisseur Otto Schenk drehte auf Basis des Stücks noch im gleichen Jahr einen Fernsehfilm. Von Hans Obermayr stammt das Hörspiel Die Teepuppe aus dem Jahr 1978.